# Giuseppe Cuboni
Giuseppe Cuboni (Modena, 2 febbraio 1852 – Roma, 3 novembre 1920) è stato un botanico e agronomo italiano.

## Biografia

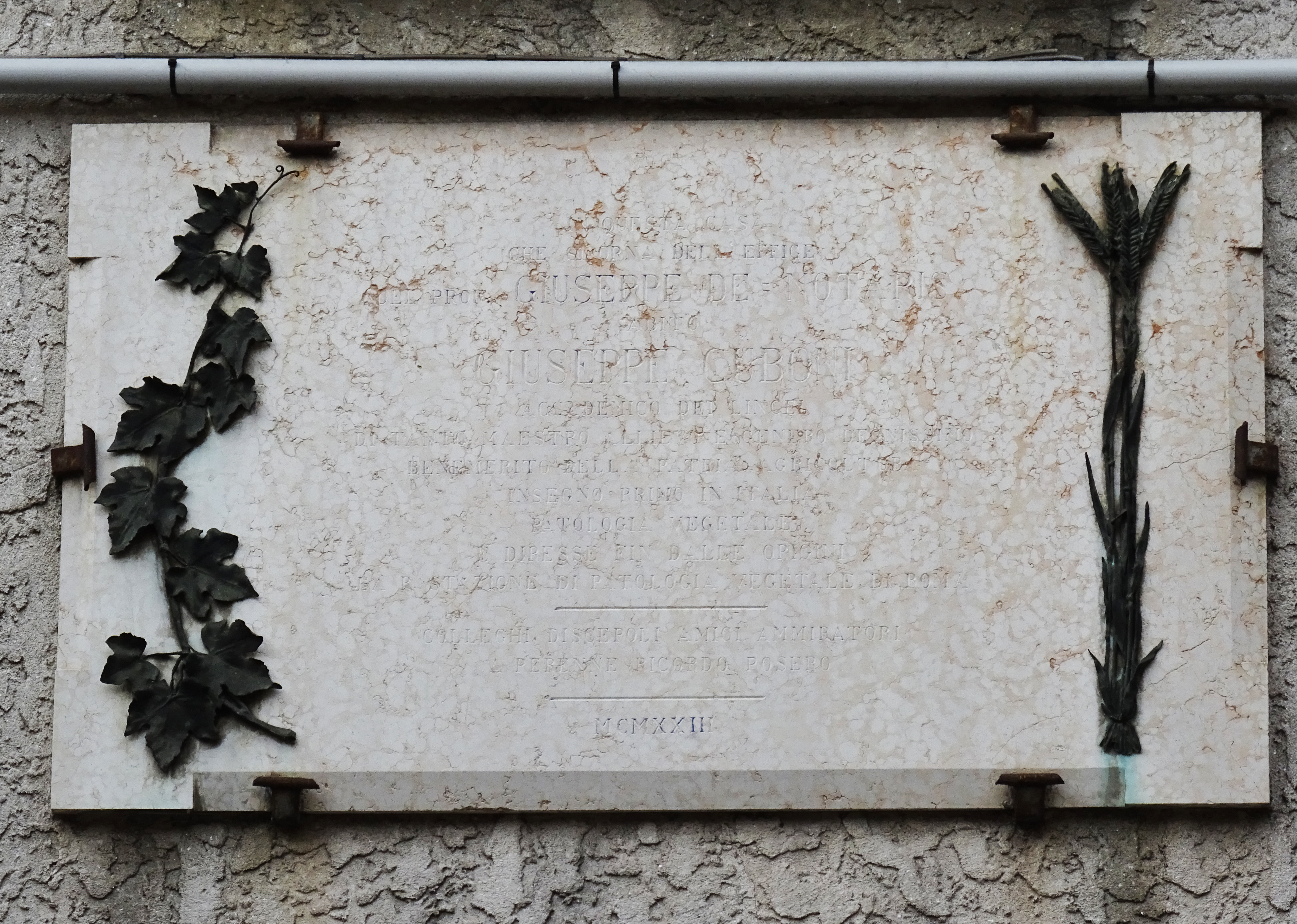
Targa a Cuboni sulla casa dove visse a Trobaso

Fu uno dei pionieri della patologia vegetale. Iniziò i suoi studi nella Facoltà di Medicina della Sapienza - Università di Roma, passando poi alla facoltà di Scienze, ove studiò botanica grazie alle lezioni di Giuseppe De Notaris, che seppe apprezzare il talento del giovane incoraggiandolo e seguendolo e successivamente divenendo suo suocero.
Nel 1877 Cuboni conseguì la laurea in Biologia e venne subito nominato assistente alla cattedra di Botanica su proposta di De Notaris. Ricoprì in quel periodo - per quattro anni - anche l'incarico di assistente all'Orto Botanico di Roma.
Nel 1881 passò alla scuola di viticoltura di Conegliano, come professore di Scienze Naturali prima e di Botanica e Patologia Vegetale poi. Durante il periodo di insegnamento poté anche effettuare studi sul campo in un vigneto sperimentale, contribuendo alla conoscenza di due importanti parassiti della vite, la peronospora e la fillossera. In particolare i risultati dei suoi studi nella lotta al primo parassita assunsero rilievo internazionale e la cosiddetta "formula Cuboni" (a base di latte di calce) fu a lungo un sistema largamente diffuso di contenimento di questa patologia della vite.
Nel 1887 fu istituita a Roma la Regia Stazione di Patologia Vegetale e Cuboni - in seguito a concorso - ne ricevette subito la direzione, ottenendo risultati importanti e con risonanza anche all'estero. In particolare la Stazione fu pioniera nello studio degli effetti dell'inquinamento industriale sulle coltivazioni. Cuboni fu direttore della Regia Stazione fino alla morte, nel 1920.
Cuboni si caratterizzava per una direzione liberale ed attenta alle intelligenze dei suoi allievi, che spingeva a sperimentare e a discutere - anche animatamente - fra di loro. Le sue lezioni universitarie erano frequentate perfino da fuori corso, studenti d'altre facoltà e semplici cultori. Inoltre aprì la scienza della Patologia Vegetale alla Genetica che proprio in quegli anni iniziava ad essere diffusa, riconoscendo le cause congenite delle malattie che affliggono le coltivazioni oltre a quelle esterne.
Nel 1903 infatti fu Cuboni a far conoscere alla comunità scientifica italiana il lavoro di Gregor Mendel e a sostenere la necessità di creare nuove specie vegetali tramite ibridazione sulla base delle teorie mendeliane. In quello stesso periodo incoraggiò e sostenne gli studi sull'ibridismo del suo allievo Nazareno Strampelli, che aveva inconsapevolmente raggiunto conclusioni simili a quelle della teoria mendeliana.
Negli anni successivi Cuboni si impegnò per la soluzione dei problemi agricoli del Mezzogiorno d'Italia in particolare ponendo l'accento sulla necessità di ibridare e selezionare varietà adeguate al clima meridionale. Per questo fu sostenitore della Stazione sperimentale per l'Aridocoltura di Bari.
Fu membro dell'Accademia dei Lincei.